# Уреево
Уреево — деревня в Тейковском районе Ивановской области. Входит в состав Нерльского городского поселения.

## География
Находится в юго-западной части Ивановской области на расстоянии приблизительно 26 км на юг-юго-запад по прямой от районного центра города Тейково на левобережье реки Нерль.

## История
Деревня уже была известна в 1808 году. В 1859 году здесь (тогда деревня в составе Суздальского уезда Владимирской губернии) был учтен 21 двор.

## Население
Постоянное население составляло 133 человека (1859 год), 39 в 2002 году (русские 95 %), 16 в 2010.